# Justice League: Gods and Monsters
Justice League: Gods and Monsters è un film d'animazione del 2015 diretto da Sam Liu e facente parte dei DC Universe Animated Original Movies.

## Trama
In un universo alternativo la Justice League è un gruppo di esseri straordinari che impongono la giustizia uccidendo i propri nemici e dominando nel terrore: Superman è figlio del Generale Zod e, giunto sulla Terra, è stato allevato da una coppia di immigrati messicani; Batman, cioè il dottor Kirk Langstrom, è uno scienziato che, a séguito del tentativo di curare la propria malattia, è diventato un vampiro; Wonder Woman, il cui vero nome è Bekka, è una guerriera che è fuggita dalla sua famiglia dato che questa, dopo averla data in sposa a Orion, il figlio del re di Apokolips Darkseid, ha trucidato la famiglia dello sposo a séguito di anni di guerre.
La scarsissima fiducia del governo, guidata dalla Presidentessa Amanda Waller, diviene sempre più tenue quando alcuni tra i più rinomati scienziati della Terra vengono eliminati con delle modalità riconducibili ai poteri dei tre. Per scagionarsi dalle accuse, Batman si rivolge all'amico di lunga data e geniale scienziato Will Magnus, Superman alla giornalista Lois Lane e Wonder Woman alla sua vecchia fiamma Steve Trevor.
Nel prosieguo delle sue indagini Batman scopre, nel pc di Silas Stone, una delle vittime, una email che è stata inviata anche a molti altri luminari, tra cui Magnus, che parla di un fantomatico Progetto Fair Play; il vampiro interroga quindi l'amico e scopre che tale progetto coinvolge tutte le giovani menti che, a suo tempo, avevano avuto come mecenate Lex Luthor. La Justice League interviene quindi a difesa del gruppo di scienziati, attaccati dagli stessi esseri che hanno ucciso gli altri, riuscendo tuttavia a salvare solo Magnus, che viene portato nella Torre del gruppo.
Superman si reca dunque a parlare con Luthor, che ora vive in una stazione in orbita, e questi gli rivela che il Progetto Fair Play ha lo scopo di fermarlo qualora diventi troppo incontrollabile e gli svela inoltre parte del suo passato. Non appena l'Uomo d'Acciaio se ne va, la navicella salta in aria: Trevor mostra le immagini alla Waller e questa attiva il Progetto, che consiste nell'utilizzare contro il kryptoniano armi che emettono radiazioni del sole rosso e quindi in grado di ferirlo.
Tornato sulla Terra, Superman e Wonder Woman si trovano a combattere contro le truppe guidate da Trevor, mentre Magnus, ripresosi grazie ai suoi androidi, svela a Batman il suo piano: usare le nanotecnologie inventate da giovane per connettere le menti di ogni persona sulla Terra, Justice League compresa, così da eliminare ogni sentimento negativo. Lo scienziato motiva il suo gesto rivelando di aver ucciso sua moglie Tina, da sempre innamorata ricambiata di Kirk, e dicendo che, se un uomo con le sue qualità ha potuto compiere un simile delitto, l'umanità sarebbe capace anche di peggio se qualcuno non intervenisse; Magnus spiega inoltre di essersi volontariamente fatto portare all'interno della Torre per usare il motore della navicella di Superman.
Proprio quando Magnus sta per attivare la sua arma, Lex Luthor, usando lo stesso Boomdotto che gli aveva salvato la vita nello spazio, si teletrasporta sul campo di battaglia e spiega a tutti i presenti la verità; Magnus, ormai smascherato e fermato, chiede perdono al vecchio amico Kirk prima di togliersi la vita.
Qualche tempo dopo la Justice League è stata completamente scagionata, e Luthor e Bekka decidono di partire per esplorare altri universi; prima di partire Lex consegna a Superman tutta la conoscenza kryptoniana contenuta nella sua navicella e lo esorta a usarla per il bene del mondo. L'Uomo d'Acciaio convince quindi Batman a diventare dei veri eroi.